# Heteroglyphis dewoletzky
Heteroglyphis dewoletzky és una espècie extinta de mamífer litoptern de la família dels proterotèrids que visqué a Sud-amèrica durant l'Eocè, fa entre 42 i 48 milions d'anys. Se n'han trobat restes fòssils a la província argentina de Chubut. Es tracta de l'única espècie del gènere Heteroglyphis. Fou descrit a partir d'una dent molar superior aïllada que presenta característiques de tipus bunodont i lofodont alhora. L'autor del tàxon, el paleontòleg helveticoargentí Santiago Roth, no oferí cap explicació de l'etimologia del seu nom.